# Ramón Chao
Pour les articles homonymes, voir Chao.
Ramón Luís Chao Rego (né le 21 juillet 1935 à Vilalba en Galice et mort le 20 mai 2018 à Barcelone) est un journaliste et écrivain espagnol. 

## Biographie
Ramón Chao a émigré en France en 1956.
Ramón Chao fut rédacteur en chef du service Amérique latine de Radio France internationale. Collaborateur du Monde et du Monde diplomatique, dans lequel il publie principalement des critiques littéraires. Père d'Antoine Chao et de Manu Chao dont il retrace les pérégrinations artistiques dans le livre intitulé Un train de glace et de feu. Il est également l'auteur de plusieurs ouvrages évoquant sa région natale, principalement des fictions (Prisciliano de Compostela, Desde mi Otero). Parallèlement à ses œuvres littéraires, Ramón Chao publie aussi plusieurs essais sur différentes thématiques : une biographie de Georges Brassens, un guide sur Paris, plusieurs ouvrages sur la littérature latino-américaine (un essai sur Juan Carlos Onetti : Un posible Onetti ; une interview d'Alejo Carpentier : Conversaciones con Alejo Carpentier), un manuel de politique espagnole (Après Franco, l'Espagne), le récit du voyage en Colombie de la Mano Negra (Un train de glace et de feu), un dictionnaire socio-politique sur la mondialisation (Abécédaire partiel et partial de la mondialisation, en collaboration avec Ignacio Ramonet et Jacek Woźniak pour les illustrations), un essai sur Che Guevara (Las andaduras del Che), etc.
En 1984, il crée le prix Juan Rulfo qui récompense chaque année une nouvelle littéraire en langue espagnole.
Ramón Chao est décédé le 20 mai 2018 à Barcelone à l'âge de 82 ans.

## Ouvrages
- 2014 : (es) Lengua de Pizarro. Ed. Arte y literatura. Colección Orbis
- 2010 : L’Odyssée du Winnipeg, roman, Buchet/Chastel
- 2008 : Guide du Paris rebelle (avec Ignacio Ramonet), Plon
- 2008 : Mémoire apocryphes d'un officier napoléonien en Espagne, roman, Plon
- 2007 : (es) Las andaduras del Che, Efecto Violeta
- 2006 : (es) Las travesías de Luis Gontan, Tabla rasa, Libros y ediciones
- 2005 : (es) Ignacio Ramonet e Ramon Chao en triunfo, Edicions Laiovento
- 2005 : (es) Porque Cuba eres tu, Tabla rasa, libros y ediciones
- 2004 : Abécédaire partiel et partial de la mondialisation, avec Ignacio Ramonet et Jacek Woźniak
- 2003 : (es) Desde mi Otero, La voz de Galicia
- 2001 : préface au Voyage à motocyclette d'Ernesto Guevara, avec Martine Thomas, Mille et une nuits
- 2002 : La Passion de Caroline Otero, roman, Plon
- 2000 : Le crayon du charpentier, avec Manuel Rivas et Serge Mestre, roman, Gallimard
- 1999 : (es) Prisciliano de Compostela, Seix Barral (trad. française: 2003 : Priscillien de Compostelle), roman, Éd. Terre de Brume)
- 1999 : Un train de glace et de feu, La Mano Negra en Colombie, Actes Sud (rééd. Plon 2001)
- 1992 : Un possible Onetti. Ed Ronsel
- 1989 : La Maison des lauriers roses, Christian Bourgois Editeur
- 1986 : Le Lac de Côme, Balland (Éd. Terres de Brume, rééd. 1993)
- 1984 : (es) Palabras en el tiempo de Alejo Carpentier, Argos Vergara (rééd. sous le titre  Conversaciones con Alejo Carpentier, Alianza, 1998)
- 1979 : Le Guide de Paris, Sedmay Ediciones
- 1975 : Après Franco l'Espagne, Stock
- 1973 : Georges Brassens, Ediciones Jucar, "Los Juglares"